# Owase
Owase (jap. 尾鷲市, -shi) ist eine Stadt in der japanischen Präfektur Mie.

## Geographie
Owase liegt südlich von Tsu und nördlich von Kumano am Pazifischen Ozean.

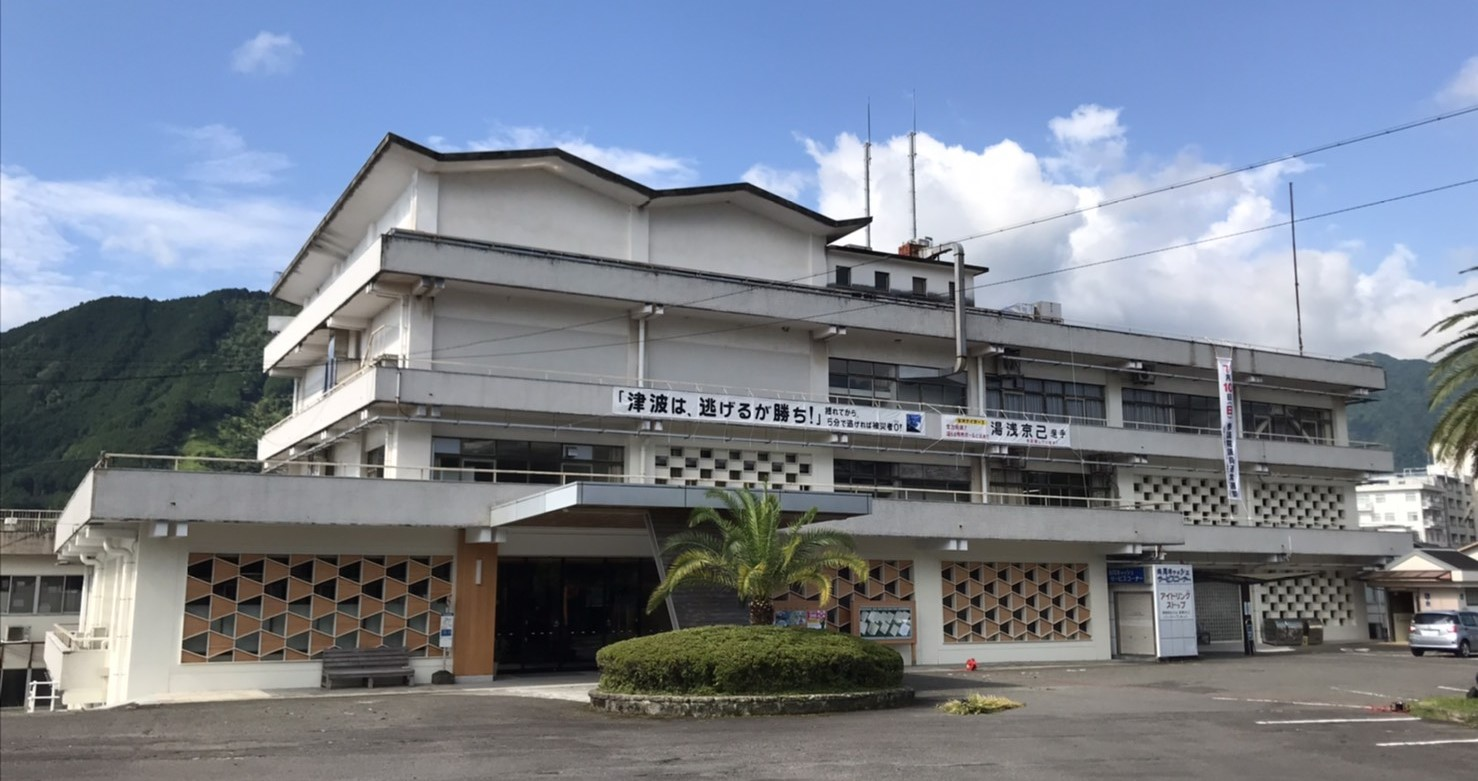
Rathaus

## Geschichte
Die Stadt Owase wurde am 20. Juni 1954 aus der ehemaligen Gemeinde Owase (尾鷲町, -chō), den Dörfern Sugari (須賀利村, -mura) und Kyuki (九鬼村, -mura) des Landkreises Kitamura, sowie den Dörfern Kitawanai (北輪内村, -mura) und Minamiwanai (南輪内村, -mura) des Landkreises Minamimuro gegründet.

## Verkehr
Owase ist über die Nationalstraßen 42, 311 und 425 erreichbar. Der Bahnhof Owase liegt an der Kisei-Hauptlinie von JR Central.

## Städtepartnerschaften
- Prince Rupert, Kanada, seit 1968
- Jinzhou, Volksrepublik China, seit 2007

## Angrenzende Städte und Gemeinden
- Präfektur Mie
  - Kumano
  - Kihoku
- Präfektur Nara
  - Kamikitayama